# Заборув (Варшавський-Західний повіт)
Заборув (пол. Zaborów) — село в Польщі, у гміні Лешно Варшавського-Західного повіту Мазовецького воєводства.
Населення — 940 осіб (2011).

## Демографія
Демографічна структура станом на 31 березня 2011 року:
|          | Загалом | Допрацездатний вік | Працездатний вік | Постпрацездатний вік |
| -------- | ------- | ------------------ | ---------------- | -------------------- |
| Чоловіки | 463     | 98                 | 335              | 30                   |
| Жінки    | 477     | 91                 | 295              | 91                   |
| Разом    | 940     | 189                | 630              | 121                  |